# Горец 3: Последнее измерение
«Горец 3: Последнее измерение» (англ. Highlander III: The Sorcerer/Highlander: The Final Dimension) — приключенческий фэнтезийный боевик 1994 года, третья часть серии фильмов «Горец». Созданный как альтернативное продолжение оригинального фильма, это последний фильм о горцах, в котором главный герой — Коннор Маклауд. В фильме Коннор Маклауд вынужден столкнуться с новым опасным врагом, могущественным колдуном, известным как Кейн, который угрожает выиграть легендарный «Приз», чтобы завоевать мировое господство, устранив Маклауда.
Он собрал 36,7 миллиона долларов по всему миру и в основном негативные отзывы критиков.

## Сюжет
После смерти своей жены Хизер в 16 веке бессмертный шотландский горец Коннор Маклауд отправляется в Японию, чтобы учиться у бессмертного Накано, колдуна, мастера иллюзий. Накано — старый друг покойного учителя горца Рамиреса. Маклауд находит Накано в пещере на горе Нири. Накано учит Маклауда владеть катаной, когда-то принадлежавшей Рамиресу. Он также предупреждает о Кейне, злобном бессмертном, путешествующем по Азии с двумя бессмертными приспешниками по имени Хабул Хан и Сенги Хан. Кейн и его люди достигают пещеры. Кейн обезглавливает Накано, забирая его бессмертную ускоряющую энергию и силу иллюзии. Горец убегает, и Накано смеётся, когда умирает, заявляя, что Кейн не будет присутствовать во время Собрания (когда сражаются последние бессмертные), и подразумевая, что он запланировал последний трюк. Высвобождение его энергии вызывает обвал, Кейн и его приспешники замурованы в пещере.
В 1788 году во Франции Коннор знакомится и влюбляется в Сару Баррингтон, гостью из Англии. Во время Французской революции Маклауд был схвачен и приговорён к смертной казни за измену королю Франции Людовику XVI. Его бессмертный друг Пьер Буше занимает его место, утверждая, что устал от своей бессмертной жизни. Полагая, что Коннор мёртв, Сара выходит замуж за другого мужчину. К тому времени, когда Маклауд находит её, он обнаруживает, что теперь у неё есть семья, и решает позволить ей продолжать верить, что он мёртв.
В 1985 году в Нью-Йорке происходит собрание, и Маклауд, похоже, последний оставшийся в живых бессмертный. Он и его новая любовь Бренда Вятт переезжают в Шотландию и женятся. Она погибла в автокатастрофе в 1987 году, а он выжил без каких-либо ран, что указывает на то, что он не потерял своё бессмертие и, возможно, не получил Приз. К 1994 году Коннор живёт со своим приёмным сыном Джоном в Марракеше. Между тем, археолог доктор Александра Джонсон (женщина, идентичная Саре Баррингтон) входит в группу раскопок легендарной пещеры Накано. Раскопки освобождают Кейна, который обезглавливает Сенги, чтобы получить прирост силы, в то время как другой его солдат Хабул уходит на поиски Коннора.
Снова почувствовав освобождение Ускорения, Маклауд понимает, что Игра ещё не окончена, и понимает, что он должен вернуться в Нью-Йорк. Маклауд оставляет Джона на попечение своего друга Джека Донована. Прибыв в Нью-Йорк, Маклауд (снова используя свой старый псевдоним «Рассел Нэш») сталкивается с Хабулом и убивает его. Лейтенант полиции Нью-Йорка Джон Стенн считает, что обезглавленное тело Хабула является доказательством того, что убийца-«охотник за головами» 1985 года снова на свободе. Он заключает, что убийцей является Рассел Нэш, который был подозреваемым во время первоначального дела.
Алекс исследует кусок килта, найденный в пещере Накано, идентифицируя его как ветвь семьи Маклаудов, из которой член клана был изгнан за сверхъестественные способности. Узнав, что Рассел Нэш утверждает, что он потомок этой ветви клана, Алекс выслеживает его и становится свидетелем его битвы с Кейном. Бой заканчивается, когда клинок Маклауда разбивается (возможно, потому, что их битва перешла в святую землю) и Кейн убегает.
Коннор возвращается в Шотландское нагорье, чтобы выковать ещё один меч, но безуспешно. Узнав больше и сделав вывод, что «Нэш» на самом деле является изгнанным Коннором Маклаудом, всё ещё живым, Алекс находит его и даёт ему слиток стали, который она нашла в пещере Накано. Коннор выковывает новую катану и признаётся что он бессмертный. Конор и Алекс становятся любовниками. Маклауд спешит в аэропорт, чтобы встретить приёмного сына Джона, но Кейн приняв обличье Конора похищает мальчика.
Маклауд встречает Кейна в миссии старой церкви в Джерси-Сити и следует за ним на заброшенную электростанцию для их последней битвы. После короткой битвы Горец обезглавливает Кейна и действительно получает Приз, теперь обладая всей силой всех когда-либо живших бессмертных. Он возвращается в Шотландию с Алексом и Джоном, чтобы прожить остаток своей естественной жизни.

## В ролях
- Кристофер Ламберт — Коннор Маклауд / Рассел Нэш
- Марио Ван Пиблз — Кейн
- Дебора Кара Ангер — Алекс Джонсон / Сара
- Мако — Накано
- Рауль Трухильо — Сенги Кул Хан

## Саундтрек
Highlander III — Original Motion Picture Soundtrack
1. J. Peter Robinson — The Beginning — Massacre (4:57)
2. J. Peter Robinson — You’ve Already Lost (2:02)
3. J. Peter Robinson — Welcome Back MacLeod (1:05)
4. J. Peter Robinson — Vision of a Past Love (2:41)
5. J. Peter Robinson — Shrine Fight (2:51)
6. J. Peter Robinson — Revolution (2:53)
7. J. Peter Robinson — Her Name Was Sarah (1:27)
8. J. Peter Robinson — Where It All Began (2:39)
9. Loreena Mckennitt — The Two Trees (9:10)
10. Loreena Mckennitt — Bonny Portmore (4:21)
11. J. Peter Robinson — You’re Connor MacLeod (2:30)
12. J. Peter Robinson — There Can Be Only One — Epilogue (7:02)
13. Nuno God Took A Picture (4:42)

## Критика
В ретроспективе фильм имеет рейтинг одобрения 5 % на Rotten Tomatoes, основанный на 20 обзорах, консенсус критиков гласит: «На грани невозможного для просмотра и невыразимо скучно, Горец 3 — это неряшливая третья часть, которой всё же каким-то образом удаётся отметить небольшое улучшение по сравнению с предшественником». На Metacritic фильм получил 28 % баллов на основе отзывов 12 критиков, что указывает на «в целом неблагоприятные отзывы».